# Скачков, Юрий Петрович
Юрий Петрович Скачков (род. 9 декабря 1959 года, Пенза) — российский руководящий работник высшей школы. Ректор Пензенского государственного университета архитектуры и строительства с 1997 по 2010 годы. Почётный работник высшего профессионального образования Российской Федерации.

## Биография
Родился 9 декабря 1959 года в городе Пензе в семье строителей.
В 1982 году окончил Пензенский инженерно-строительный институт по специальности «Промышленное и гражданское строительство».
В период с 1982 по 1984 годы работал инженером научно-исследовательского сектора Пензенского инженерно-строительного института.
С 1984 по 1987 годы учился в аспирантуре Центрального НИИ имени В. А. Кучеренко (Москва).
В 1987 году защитил кандидатскую диссертацию, в 2002 году — докторскую по теме «Силовое сопротивление и разработка метода расчета железобетонных ростверков».
Ученое звание доцента по кафедре «Железобетонные и каменные конструкции» присвоено в 1993 году, звание профессора по кафедре «Автомобильные дороги» — в 2003 году.
В 2008 году проходил повышение квалификации по направлению «Информационные технологии в управлении» в Московском государственном техническом университете имени Н. Э. Баумана (Москва), в 2009 году повышал квалификацию по программе «Управление государственными и муниципальными заказами» в Государственной академии профессиональной переподготовки и повышении квалификации руководящих работников и специалистов инвестиционной сферы (Москва).
С 1997 по 2003 годы работал проректором по учебной работе, первым проректором Пензенского государственного университета архитектуры и строительства.
В период с 2003 года по 2007 год был министром образования и науки Пензенской области, начальником департамента градостроительства Пензенской области.
В начале 2007 года трудился директором центра подготовки специалистов высшей квалификации ООО «ВНИИГАЗ» (Москва).
С конца 2007 года — заместитель начальника управления программ в сфере образования и размещения государственных заказов Федерального агентства по образованию (Москва).
С 2010 по 2019 гг. — ректор Пензенского государственного университета архитектуры и строительства.
С 2019 по 2022 гг. — проректор по региональному развитию Московского государственного университета технологий и управления им. К. Г. Разумовского (Первый казачий университет).

## Научная деятельность
Автор более 200 статей, из них свыше 30 статей в БД Scopus и WoS, двух патентов. Под непосредственным руководством защищены 5 кандидатских диссертаций, подготовлено 7 монографий и 10 учебных пособий, 4 из которых рекомендованы Минобрнауки РФ в качестве учебных пособий для студентов вузов.
Некоторые труды:
- Скачков Ю. П., Снежкина О. В., Ладин Р. А. Зависимость прочности железобетонных балок от их геометрических характеристик в зоне действия поперечных сил // Региональная архитектура и строительство. 2019. № 1 (38). С. 56-61.
- Скачков Ю. П., Мищенко В. Н., Снежкина О. В. Схемы разрушения и трещинообразования ростверков свайных фундаментов под колонны // Региональная архитектура и строительство. 2016. № 2 (27). С. 87-92.
- Скачков Ю. П., Корнюхин А. В., Снежкина О. В., Кочеткова М. В. Оценка напряженно-деформированного состояния железобетонных ростверков // Региональная архитектура и строительство. 2014. № 1. С. 72-76.
- Баранова Т. И., Скачков Ю. П., Снежкина О. В., Ладин Р. А. Моделирование работы коротких железобетонных балок // Вестник Сибирской государственной автомобильно-дорожной академии. 2014. № 2 (36). С. 54-60.
- Скачков Ю. П., Логанина В. И., Давыдова О. А. Санация зданий и сооружений: строительные составы // Региональная архитектура и строительство. 2011. № 1. С. 10-16.

## Награды
- Медаль «За заслуги в проведении Всероссийской переписи населения» (2002);
- Почётный работник высшего профессионального образования Российской Федерации;
- Почетный работник науки и техники Российской Федерации;
- Памятный знак «За заслуги в развитии города Пензы» (25.10.2013)[2].